# Московская комиссия по улучшению быта учёных
Московская комиссия по улучшению быта учёных (МКУБУ) — орган, осуществлявший меры по улучшению условия содержания деятелей науки. Существовал в Москве с 1921 по 1925 годы.
В августе 1921 года для поддержания материального содержания учёных была создана профильная организация, МКУБУ. В комиссию на паритетных началах вошли члены Моссовета и учёные города. В состав комиссии вошли: Н. А. Семашко, А. М. Горький, С. А. Чаплыгин, П. П. Лазарев и многие другие. 10 ноября был подписан декрет Совета Народных Комиссаров о создании Центральной комиссии по улучшению быта учёных (ЦЕКУБУ), и МКУБУ стала её полномочным представителем в Москве. 12 июня 1922 года была учреждена инструкция, регулирующая функции МКУБУ и определяющая её организационную структуру. МКУБУ распределяла продуктовые пайки среди учёных, а также защищала правовые и экономические интересы деятелей науки в различных организациях.
Позже функции МКУБУ были расширены, организация была наделена правом создать технический аппарат и внутренние секции, совещания, подкомиссии и различные организации, необходимые для полноценного функционирования органа.
Были созданы комиссия, регистрирующая учёных Москвы, подкомиссия, формирующая список кандидатов на получение продуктовых пайков, комитет, формирующий продуктовые заказы, обеспечиваемые государством, подкомиссию по культурно-просветительской работе, обеспечивающую учёных книгами и содействующая лекционной работе.
К 1922 году в комиссии состояли 10 профессоров и 6 представителей президиума Московского городского совета.
Работники науки, прошедшие регистрацию в комиссии, выписывали из-за границы специализированную литературу. Для этого была выделена отдельная статья расходов.
Основным органом МКУБУ являлся президиум, члены которого избирались из числа участников комиссии. Президиум руководил всеми делами организации. При МКУБУ был создан специальный орган, контролирующий мероприятия МКУБУ — Совет делегатов научных деятелей, действовавший коллегиально. Члены Совета избирались из числа других членов МКУБУ. Взаимоотношения Совета делегатов научных деятелей и МКУБУ регулировались специальной инструкцией.
МКУБУ подчинялась одновременно двум организациям — ЦЕКУБУ и Моссовету.
В 1925 году комиссия была расформирована и её дела переданы Московскому бюро секции научных работников, входящему в организационную структуру Моссовета.
По мнению учёного И. П. Запорова, наиболее активными комиссиями по улучшению быта учёных были московская и петроградская организации.